# Franz Müller von Mayensee
Franz Müller von Mayensee (15. února 1840 Vídeň – 2. února 1923 Vídeň) byl rakousko-uherský admirál. Jako absolvent námořní akademie sloužil u c. k. námořnictva od roku 1857 a zúčastnil se několika válek. Jako kapitán byl velitelem vědecké expedice do severního Atlantiku na ostrov Jan Mayen (1882–1883) a v letech 1886–1888 vedl obchodní misi na Dálný východ. V roce 1893 byl povýšen do šlechtického stavu, několik let působil v námořní sekci na ministerstvu války a nakonec byl velitelem pevnosti v Pule (1898–1899). V roce 1899 byl penzionován v hodnosti viceadmirála.

## Biografie

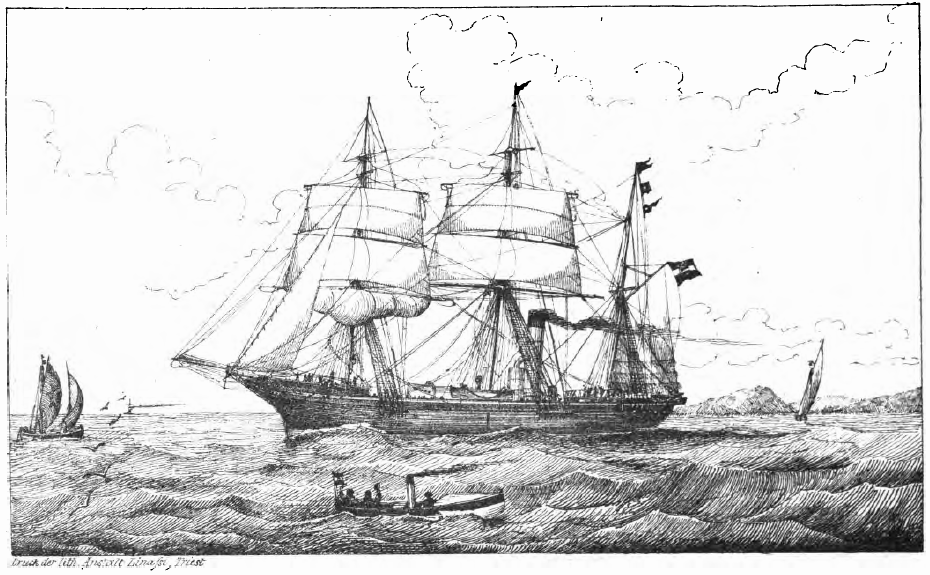
SMS Pola, vlajková loď Franze Müllera při výpravě do severního Atlantiku (1882–1883)

Byl synem soukromníka Antona Müllera. V letech 1853–1857 studoval na C. k. námořní akademii v Terstu a Rijece. V roce 1857 nastoupil jako kadet k námořnictvu a na korvetě SMS Erzherzog Friedrich se plavil po Středomoří. V roce 1859 se zúčastnil války se Sardinií a o rok později získal hodnost praporčíka. Kromě služby na různých lodích konal povinnosti také v přístavech Pula a Terst. V roce 1865 se jako navigační důstojník na korvetě SMS Dandolo plavil do Mexika k podpoře rakouského vojenského kontingentu císaře Maxmiliána I. a o rok později byl povýšen na poručíka II. třídy (1866). V roce 1869 získal hodnost poručíka I. třídy a v letech 1870–1874 působil v námořní sekci na ministerstvu války. Následující roky strávil jako první důstojník na lodích většího typu a působil také u arzenálu v Pule.
V roce 1881 byl povýšen na korvetního kapitána a na lodi SMS Pola se v letech 1882–1883 zúčastnil expedice k ostrovu Jan Mayen. Tato cesta na rozhraní Grónského a Norského moře trvala jeden rok a významně přispěla ke kartografickému zpracování ostrova, mapové podklady se používaly až do poloviny 20. století. K datu 1. listopadu 1884 získal hodnost fregatního kapitána s přidělením k námořnímu arzenálu v Pule. V červenci 1886 byl jmenován velitelem korvety SMS Aurora, s níž absolvoval dvouletou cestu na Dálný východ. Expedice začala 1. srpna 1886 ze Středozemního moře přes Suezský průplav do Indie, dále do Nizozemské východní Indie a Hongkongu, následovaly také zastávky v přístavech v Číně a Japonsku. Cílem této mise bylo zjistit možnosti rozšíření rakousko-uherského obchodu do východní Asie, během cesty probíhal ale i vědecký výzkum v navštívených oblastech. 
Po návratu byl povýšen na kapitána řadové lodi (1. května 1888) s přidělením k oblastnímu námořnímu velitelství v Terstu. V letech 1889–1895 byl přednostou I. oddělení námořní sekce na ministerstvu války, mezitím byl k datu 1. listopadu 1893 povýšen na kontradmirála. V letech 1895–1897 zastával funkci předsedy Námořního kontrolního úřadu a nakonec byl přidělen k námořnímu sborovému velitelství v Pule jako velitel pevnosti. K datu 1. února 1899 byl penzionován v hodnosti viceadmirála. Po odchodu do výslužby se usadil ve Vídni.
Zemřel ve Vídni 2. února 1923 ve věku 82 let a byl pohřben na vídeňském Centrálním hřbitově. 
Od roku 1871 byl ženatý s Marií Bartoschovou a měl s ní dvě děti. Dcera Sophie (1873–1942) byla manželkou kontradmirála barona Heinricha Perglara von Perglas (1871–1941), který se jako námořní velitel rakousko-uherského námořnictva uplatnil za první světové války.

## Tituly a ocenění
V roce 1893 byl povýšen do šlechtického stavu, predikát von Mayensee odkazuje na jeho účast v expedici k ostrovu Jan Mayen. Během služby u námořnictva se stal nositelem několika vyznamenání v Rakousku-Uhersku i v zahraničí.

### Rakousko-Uhersko
- Válečná medaile (1873)
- Služební odznak pro důstojníky III. třídy (1881)
- Řád železné koruny III. třídy (1895)
- Služební odznak pro důstojníky II. třídy (1897)
- Jubilejní pamětní medaile (1898)
- Vojenský jubilejní kříž (1908)

### Zahraničí
- rytířský kříž Řádu Guadalupe (1867, Mexiko)
- Řád Medžidie IV. třídy (1875, Osmanská říše)
- komandérský kříž Řádu annamského draka (1893, Annam)